# 대전광역시립미술관
대전시립미술관(大田市立美術館)는 대전광역시에 거주하는 시민의 미술문화의식 향상과 건전한 미술활동 보급을 위하여 대전광역시청 산하에 설치된 사업소이다.
시립미술관장은 지방서기관, 또는 지방일반임기제공무원으로 보한다.

## 연혁
- 1995년 6월 29일 공사 착공
- 1997년 12월 30일 건물 준공
- 1998년 3월 10일 관리운영조례 제정
- 1998년 4월 15일 개관

## 조직
관장
- 관리과
- 학예연구실

## 같이 보기
- 국립중앙과학관